# Terlingua (Texas)
Terlingua es un lugar designado por el censo ubicado en el condado de Brewster en el estado estadounidense de Texas. En el Censo de 2010 tenía una población de 58 habitantes y una densidad poblacional de 2,03 personas por km².

## Geografía
Terlingua se encuentra ubicado en las coordenadas 29°17′6″N 103°34′53″O / 29.28500, -103.58139. Según la Oficina del Censo de los Estados Unidos, Terlingua tiene una superficie total de 28,55 km², de la cual 28,54 km² corresponden a tierra firme y (0,03%) 0,01 km² es agua.

## Demografía
Según el censo de 2010, había 58 personas residiendo en Terlingua. La densidad de población era de 2,03 hab./km². De los 58 habitantes, Terlingua estaba compuesto por el 91,38% blancos, el 0% eran afroamericanos, el 0% eran amerindios, el 0% eran asiáticos, el 0% eran isleños del Pacífico, el 1,72% eran de otras razas y el 6,9% pertenecían a dos o más razas. Del total de la población el 5,17% eran hispanos o latinos de cualquier raza.

## Personas Notables
William "Wiloco" Blackstock y Hoganacio Sullivan, son dos músicos aclamados de Austin que surgieron de Terlingua. Hogan Sullivan es el líder de la banda The Hogan Sullivan Band, con sede en Austin, Texas.